# Ali Hallab
Ali Hallab est un boxeur amateur français né le 4 avril 1981 à Mantes-la-Jolie.

## Carrière
Évoluant dans la catégorie poids coqs, il décroche la médaille de bronze aux championnats du monde organisés à Mianyang en 2005. Aux Jeux olympiques d'été de 2004, Hallab est éliminé dès le premier tour. En 2008, il fait partie de la délégation française participant aux Jeux olympiques de Pékin mais s'incline à nouveau au premier tour.
Ali fait ses débuts professionnels en 2009. Il enchaine 8 victoires consécutives puis fait match nul le 30 octobre 2010 face à Amor Belahdj Ali Hallab dans un combat de championnat de France des super-coqs. Il remporte néanmoins le combat revanche aux points le 2 avril 2011.

## Palmarès amateur

### Championnats du monde
- Médaille de bronze des poids coqs aux championnats du monde de boxe amateur 2005

### Championnats d'Europe
- Médaille d'argent des poids coqs aux championnats d'Europe de boxe amateur 2004
- Médaille de bronze des poids coqs aux championnats d'Europe de boxe amateur 2002
- Champion d'Europe juniors en 1999.

### Championnats de France
- Champion de France de 2001 à 2007.
- Champion de France juniors en 1998 et 1999.